# Kriegerdenkmal (Saint-Cyr-la-Rivière und Fontaine-la-Rivière)

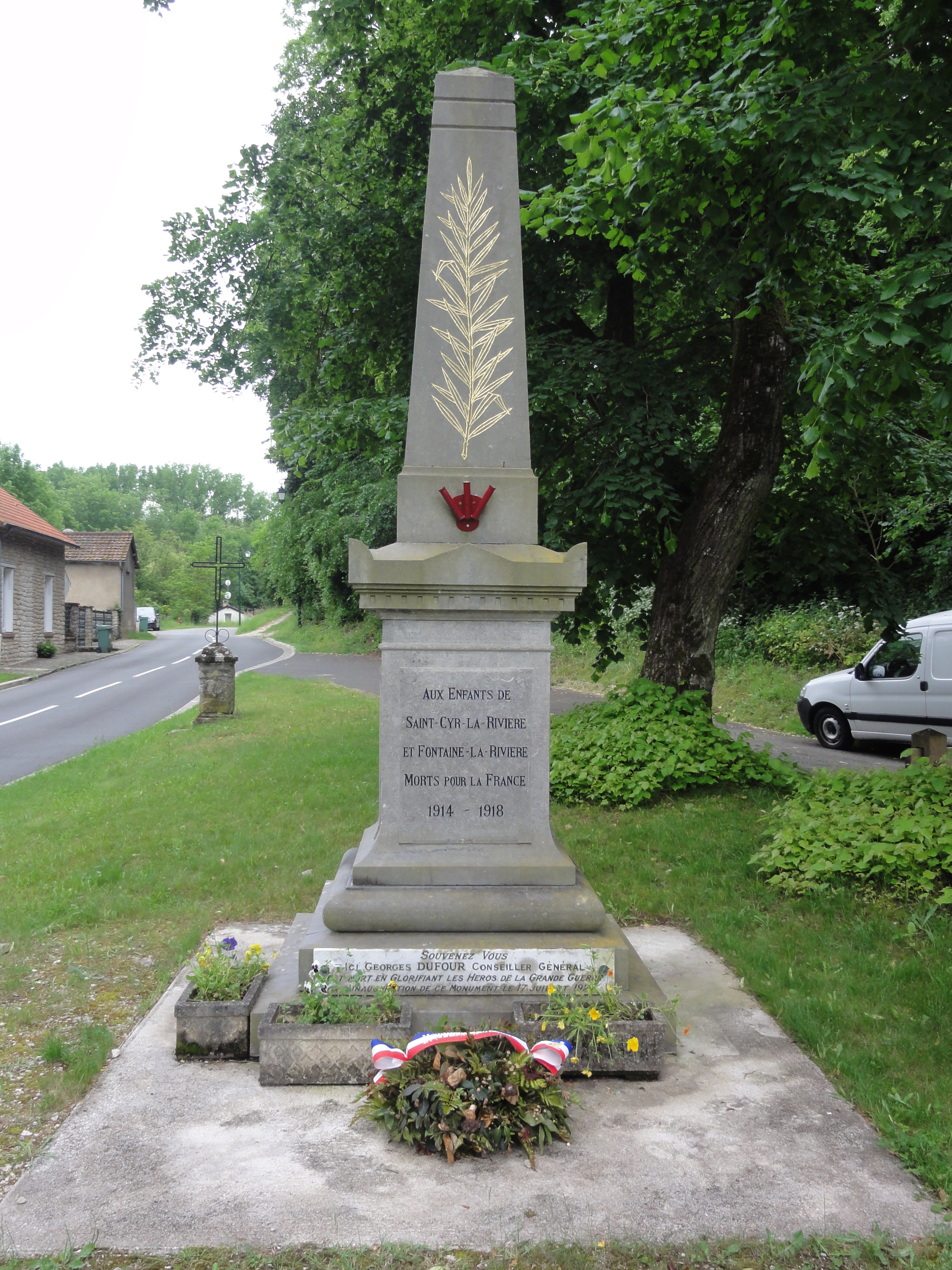
Kriegerdenkmal in Saint-Cyr-la-Rivière und Fontaine-la-Rivière

Das Kriegerdenkmal zwischen den französischen Gemeinden Saint-Cyr-la-Rivière und Fontaine-la-Rivière im Département Essonne in der Region Île-de-France wurde 1921 errichtet. Das Kriegerdenkmal an der Rue de Marancourt erinnert an die Militärangehörigen aus Saint-Cyr-la-Rivière und Fontaine-la-Rivière, die im Ersten Weltkrieg getötet wurden. 
Auf einem rechteckigen Steinsockel steht ein Obelisk mit einem goldenen Palmwedel. 
An der Bodenplatte des Kriegerdenkmals erinnert eine Inschrift daran, dass bei der Einweihung des Denkmals am 17. Juli 1921 der Conseiller général du canton (Kreistagsabgeordneter) Georges Dufour plötzlich starb.